# Uta-Codex

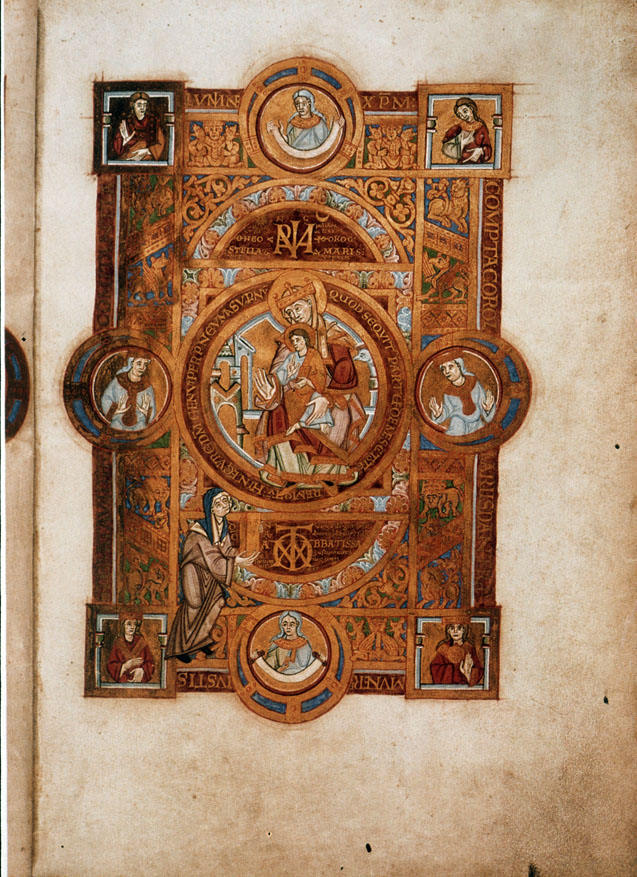
Uta-Codex, Widmungsbild: Äbtissin Uta (unten links) reicht den Codex der Gottesmutter Maria (fol. 2r).

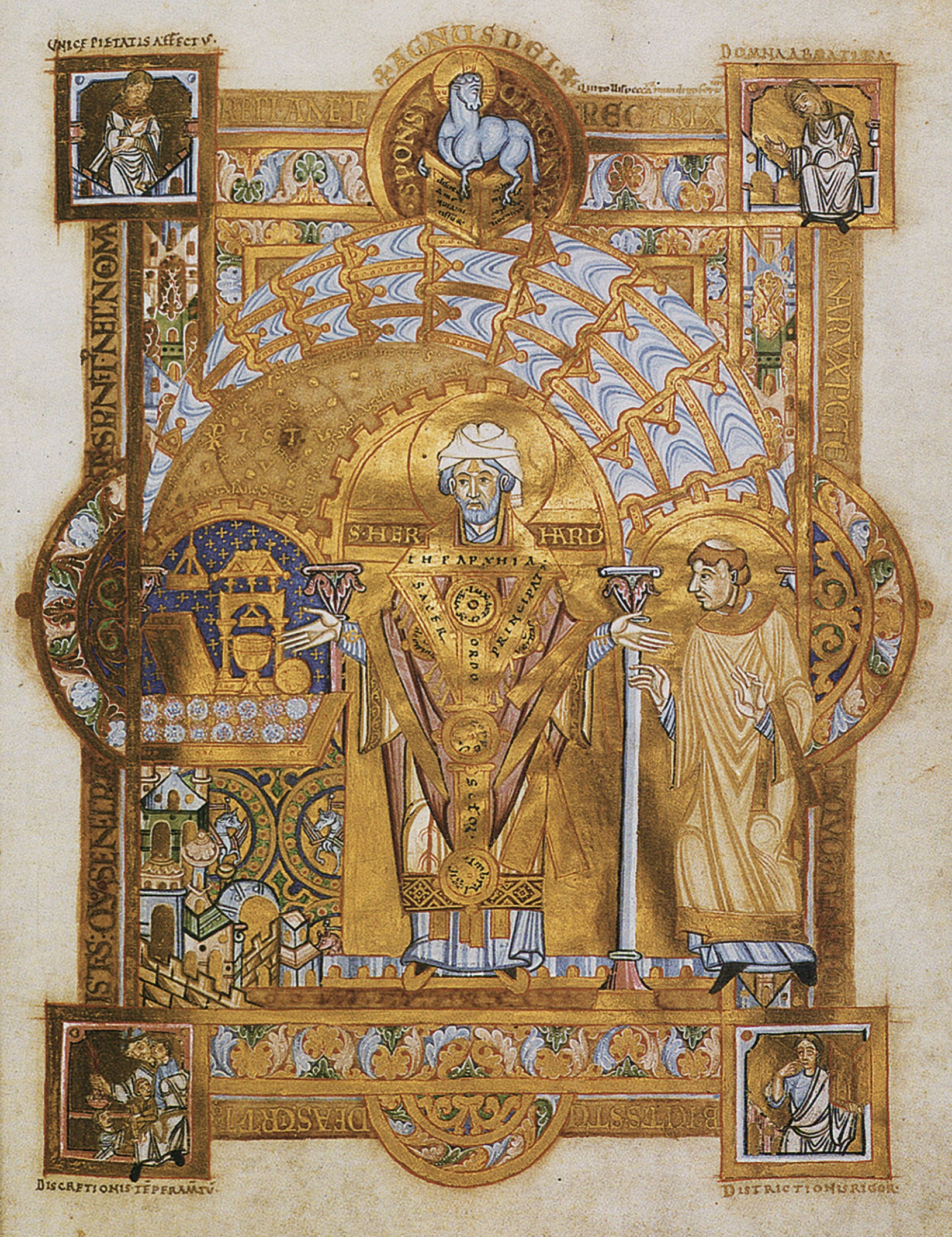
Der heilige Erhard zelebriert die Messe

Der Uta-Codex, auch Uta-Evangelistar, ist ein Evangelistar des 11. Jahrhunderts. Die Handschrift befindet sich als Folge der Säkularisation seit 1811 in der Bayerischen Staatsbibliothek in München (Signatur Clm 13601).
Der Codex und sein prachtvoller Buchkasten wurden im Auftrag der Äbtissin Uta von Niedermünster für das Kanonissenstift Niedermünster in Regensburg um 1020/25, vielleicht auch erst später, angefertigt.
Die Pergamenthandschrift besteht aus 119 Blatt im Format 38 × 27 cm. Der Buchschmuck besteht aus acht ganzseitigen Miniaturen mit Beischriften. Vier Miniaturen stehen zu Beginn des Codex: die Hand Gottes (fol. 1v), die Madonna mit der Stifterin Uta (fol. 2r), fol. 2v und 3r sind leer, auf fol. 3v ist Christus, der eine priesterliche Stola trägt, am Kreuz mit Vita und Mors, Ecclesia und Synagoge dargestellt, auf der gegenüberliegenden Seite 4r der Hl. Erhard, der Patron von Niedermünster, mit einem Diakon beim Messopfer. Die anderen Miniaturen stellen die Evangelisten dar. Abweichend von der üblichen Anordnung sind die Perikopen nicht nach dem Kirchenjahr angeordnet, sondern bei dem jeweiligen Evangelium zusammengestellt. Das Prinzip ihrer Anordnung ist noch nicht geklärt.
Die Handschrift wird in einem Goldschmiedebuchkasten aufbewahrt, der vermutlich – sicher ist das nicht nachweisbar, auch existiert keine dendrochronologische Untersuchung – ursprünglich für diese Handschrift gedacht war. Auf diesem Buchkasten befindet sich ein Goldblech mit einem sehr plastisch getriebenen Christus Pantokrator, der vermutlich aus einem anderen Zusammenhang auf diesen Buchkasten gelangt ist. Dieses Goldblech wurde mit zwei mit Kreispunzengoldblechen aufgenagelt, deren Form ganz denen der Fassungen der meisten Edelsteine auf diesem Buchkasten entspricht. Der Buchkasten wurde im Laufe der Zeit immer wieder restauriert, so schon im 12. Jahrhundert, als die Seiten mit geprägten Silberblechen beschlagen wurden, dann im 13. Jahrhundert, als die vier Evangelistensymbole hinzukamen. Verschiedene Edelsteinfassungen stammen wohl gar aus dem 18. Jahrhundert.
Der Codex selbst ist heute in einem modernen Holzdeckeleinband aus dem Jahre 1962 gebunden.
Ebenfalls mit der Äbtissin Uta verbunden ist das Regelbuch von Niedermünster (Staatsbibliothek Bamberg, Msc. Lit. 142), dessen Entstehung um 990 angesetzt wird.